# سیارک ۲۳۰۱۳
سیارک ۲۳۰۱۳ (به انگلیسی: 23013 Carolsmyth، نامگذاری:1999VP168) بیست و سه هزار و سیزدهمین سیارک کشف شده‌است که در ۱۴ نوامبر ۱۹۹۹ کشف شد.
قدر مطلق سیارک برابر ۱۲.۳ است.